# Симуляционная детская порнография
Симуляционная детская порнография — детская порнография, изображающая то, что выглядит как несовершеннолетние лица, но произведённая без непосредственного участия детей в самом производственном процессе.

## Виды
Виды симуляционной детской порнографии: обработанные фотографии настоящих детей; совершеннолетние подростки, загримированные, чтобы выглядеть моложе (возрастная регрессия); изображения, полностью созданные с помощью компьютера; взрослые, загримированные под детей. Рисунки или анимация, изображающие сексуальные действия с участием детей, но не рассчитанные на то, чтобы выглядеть как фотографии, могут также рассматриваться некоторыми как симуляционная детская порнография.

### Виртуальная детская порнография
В США Закон о защите прав человека 2003 года (PROTECT Act of 2003) внёс существенные изменения в законодательство касательно виртуальной детской порнографии. Любое реалистичное изображение, созданное компьютером, которое неотличимо от настоящего изображения несовершеннолетнего в сексуальных ситуациях или участии в сексуальных действиях, является незаконным. Рисунки, мультфильмы, скульптуры и картины несовершеннолетних в сексуальных ситуациях, которые не проходят тест Миллера, были признаны незаконными. Однако это постановление закона было объявлено неконституционным Верховным судом США в Ashcroft V. Free Speech Coalition, 535 U.S. 234 (2002). Таким образом, владеть виртуальной детской порнографией в США законно.
В австралийском штате Виктория запрещено публиковать изображения, которые «описывают или изображают человека, который является или, как представляется, является несовершеннолетним, занимающееся сексуальной деятельностью или изображенное в неприличной сексуальной манере или контексте». Разрешение виртуальной детской порнографии в США имело международные последствия. Например, французские производители виртуальной детской порнографии перенесли свои файлы на сервера в США из-за более широкой защиты свободы слова.

### Мультфильмы
Поджанры хентая, известные как лоликон и сётакон, были предметом многочисленных споров относительно влияния на сексуальное насилие над детьми. Указанная связь между использованием детской порнографии и жестоким обращением с детьми используется для оправдания запрета сексуальных изображений детей, независимо от того, связано ли их производство с жестоким обращением с детьми или нет.
Порнографические пародийные изображения популярных мультипликационных персонажей, известные как Правило 34, также были оспорены по всему миру. Изображения персонажей «Симпсонов» вызвали особую озабоченность в Австралии и США.

## Полемика о Second Life
В 2007 году в виртуальном мире компьютерной онлайн-игры Second Life запретили то, что оператор называет «sexual ageplay, то есть изображениями или участием в сексуальном поведении с аватарами, которые напоминают детей». В игровой среде запрещается использование детских аватаров в любых сексуальных контекстах или сферах, а также запрещается размещение сексуализированной графики или других объектов в любых «детских зонах», таких как виртуальные детские площадки. Резиденты Second Life, уличённые в нарушении, получают предупреждение, что их действия считаются «грубо оскорбительными» в сообществе Second Life и что «изображение сексуальной активности с участием несовершеннолетних может нарушать реальные законы в некоторых регионах» (Duranske 2008).
Second Life — не единственное сообщество, выступающее против виртуальной детской порнографии. В 2007 году World of Warcraft забанил объединение игроков Abhorrent Taboo, поскольку она позволяла игровым персонажам вступать в половую связь с ролевыми и настоящими детьми (Duranske 2007).